# Talpa europaea
El topo común o topo europeo (Talpa europaea) es una especie de mamífero soricomorfo de la familia Talpidae. Se distribuye desde Europa occidental hasta los ríos Obi e Irtysh, en Siberia.

## Características físicas

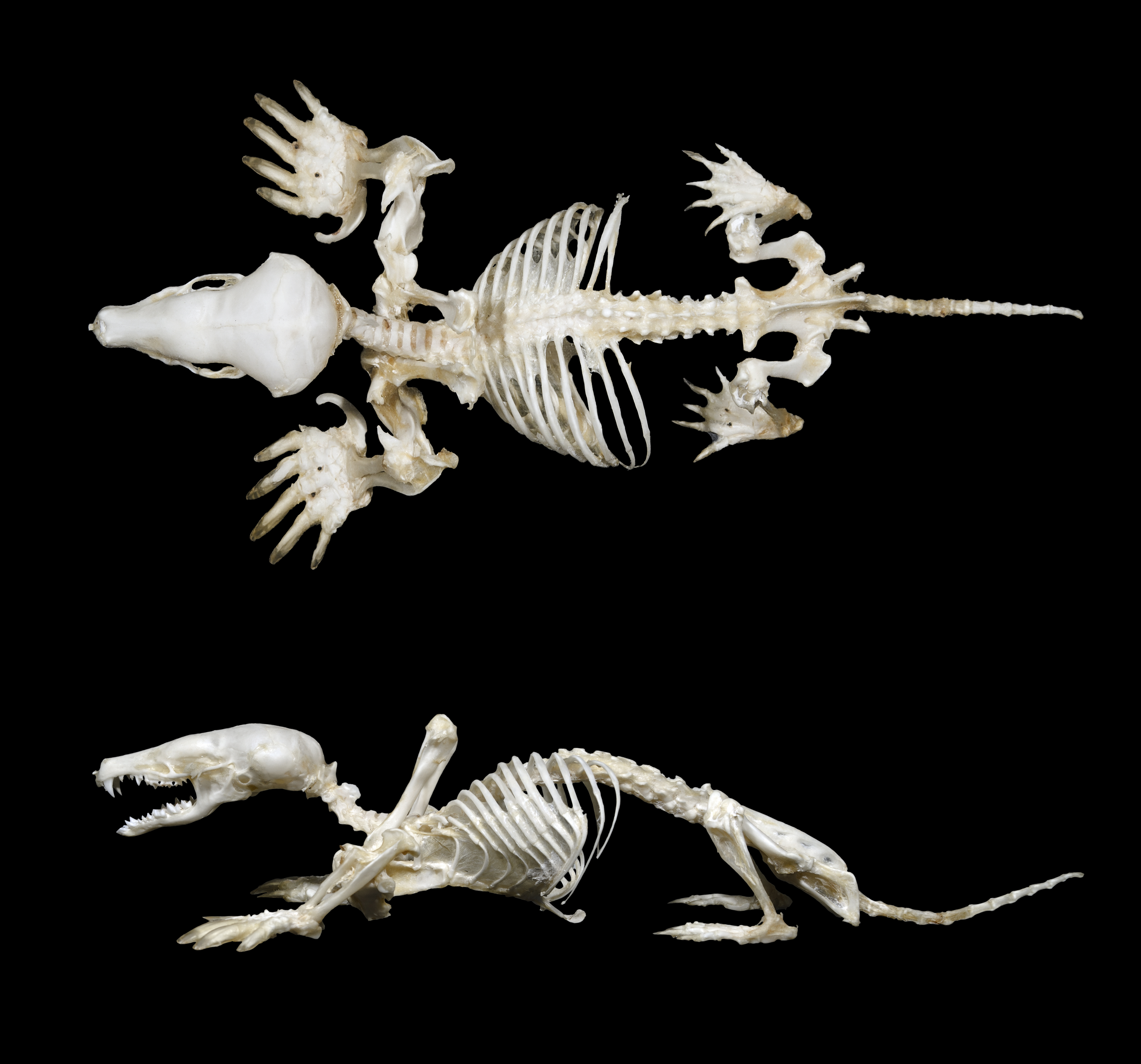
Esqueleto

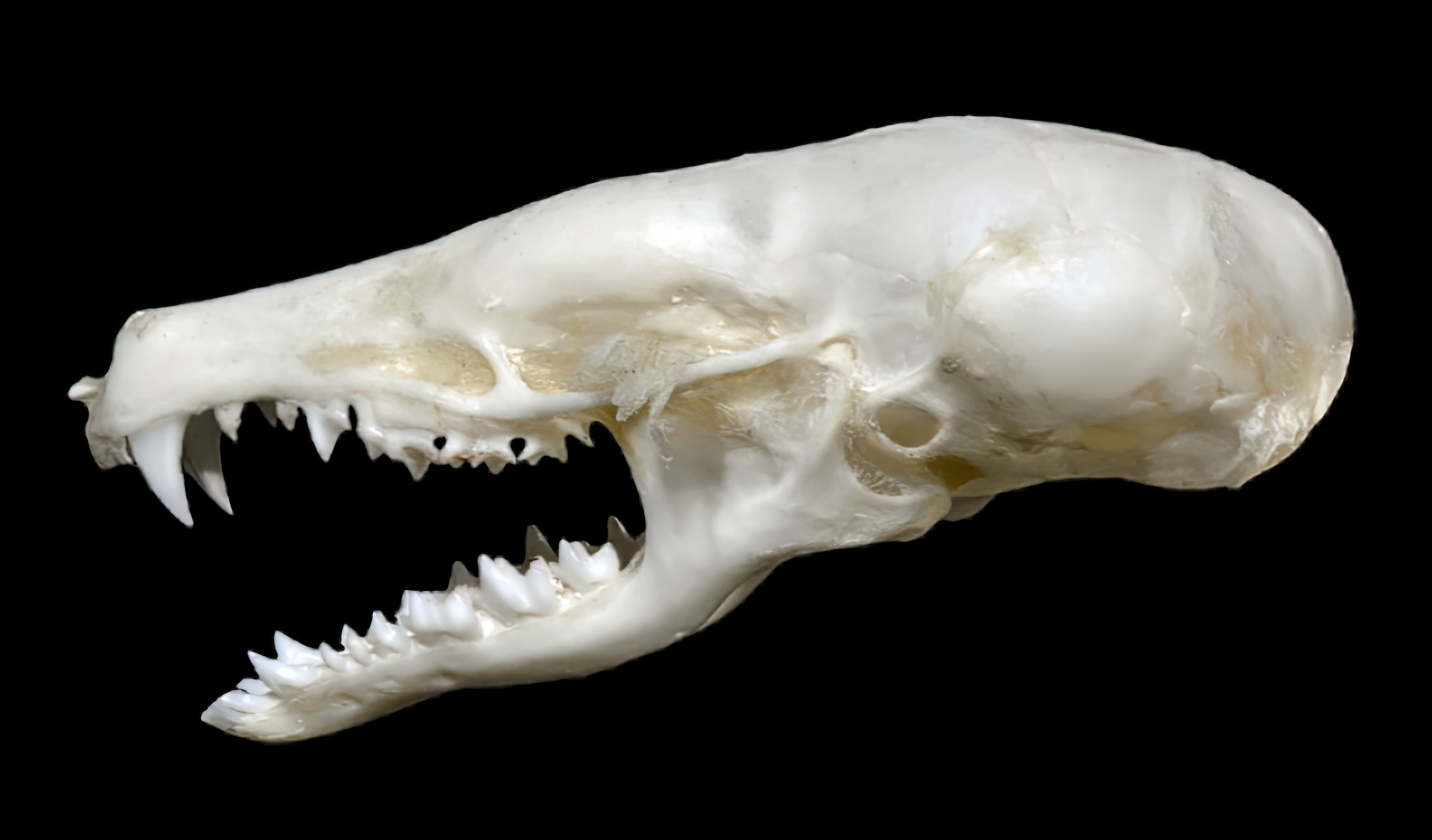
Cráneo

Presenta un cuerpo cilíndrico de unos 10-15 cm y una pequeña cola de unos 3 cm. La cabeza termina en un hocico apuntado, presentando ojos muy pequeños y careciendo de pabellones auditivos externos. Las patas delanteras tienen forma de pala, siendo anchas y provistas de fuertes garras.

## Distribución y hábitat
Se encuentra ampliamente distribuido en Europa y Asia, desde España y Gran Bretaña, a través de la mayor parte de Europa, hasta los ríos Obi e Irtysh, en Siberia. En España se distribuye en la zona nordeste de la península ibérica, desde Asturias a Cataluña.
Habita principalmente bosques caducifolios, aunque también prados, campos, llanuras y jardines, evitando suelos demasiado blandos o pedregosos, desde zonas costeras hasta los 2400 m de altitud.

## Reproducción
Tiene una corta temporada de reproducción durante la primavera; el apareamiento ocurre durante un período de unas pocas semanas entre marzo y abril, seguido por un período de gestación de cuatro a cinco semanas. La mayoría de los nacimientos ocurren a finales de abril o principios de mayo y el tamaño de la camada varía de dos a siete crías. El período de lactancia dura de cuatro a cinco semanas. A finales de junio los jóvenes abandonan la topera.

## Historia natural

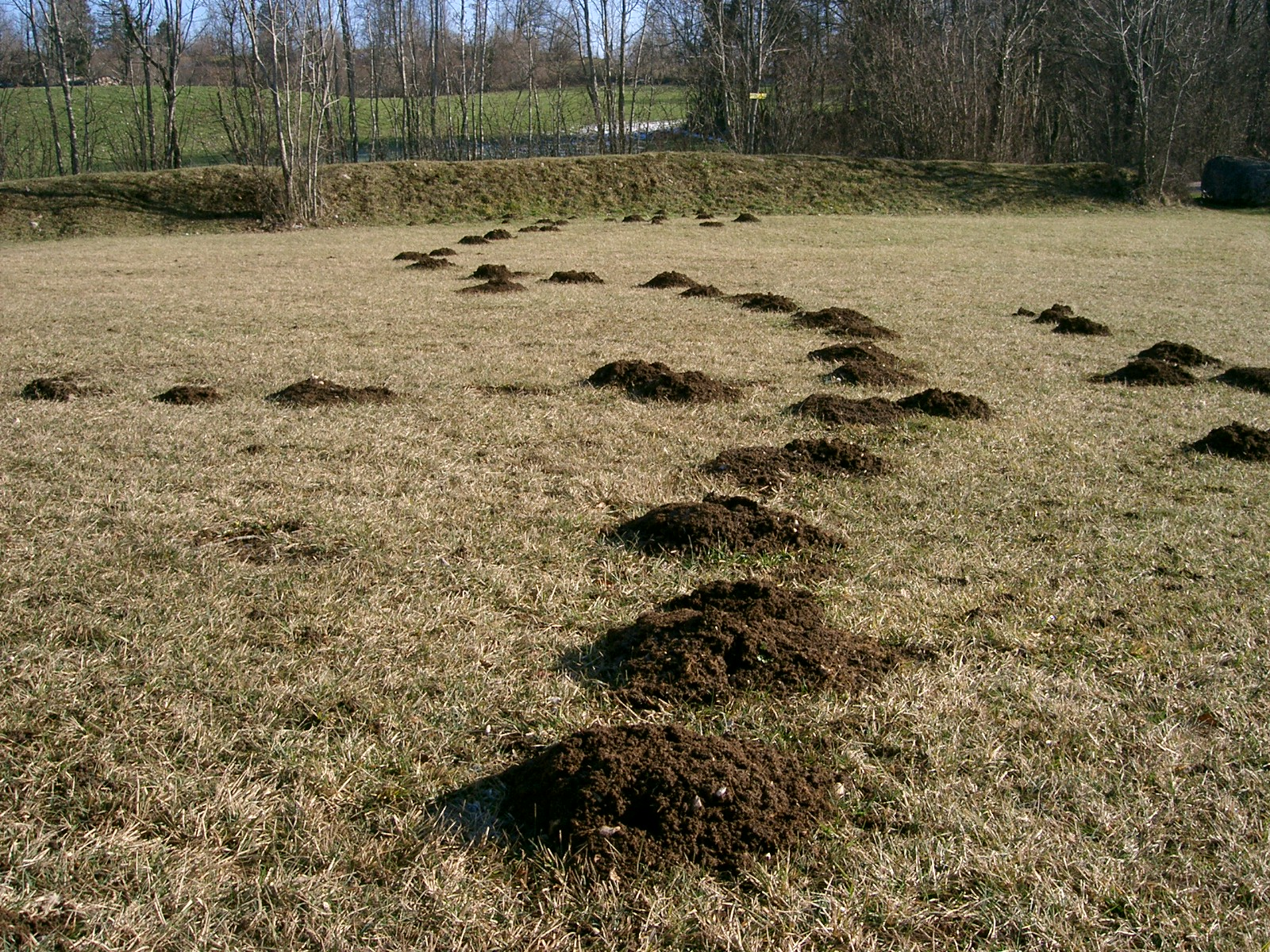
Montículos en un prado que reflejan la actividad de topos.

Todas sus características son adaptaciones a su modo de vida, ya que es un animal cavador con una vida subterránea. Se encuentra en praderas, evitando los suelos encharcados o demasiado secos. Su presencia es detectable por los pequeños montículos que aparecen en el terreno. Es difícil de observar en superficie. Desarrolla su actividad en una serie de galerías intercomunicadas por las que se desplaza buscando lombrices y otros invertebrados, base de su alimentación. En el fondo de una galería construye un nido tapizado por material de origen vegetal.

## Galería

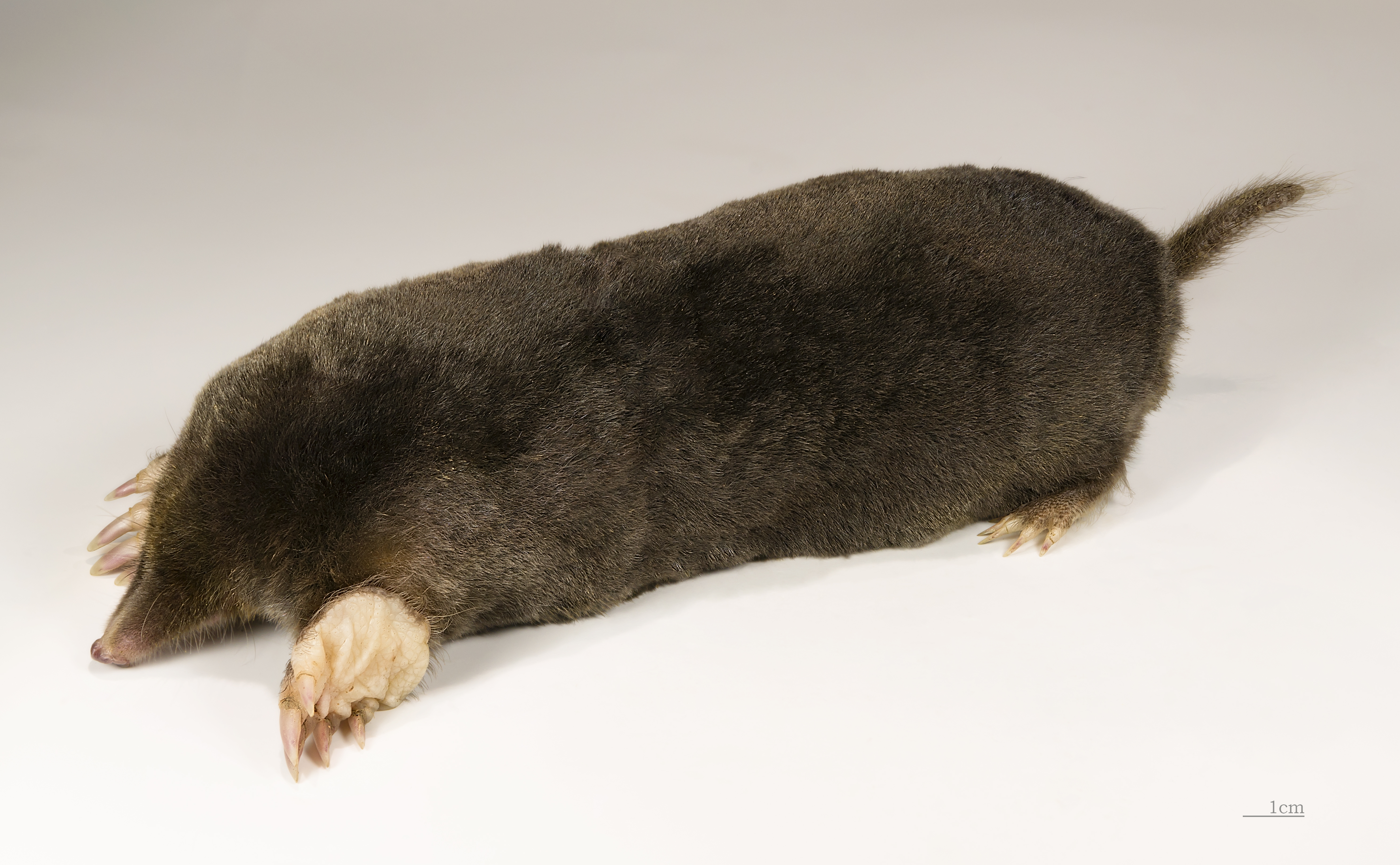
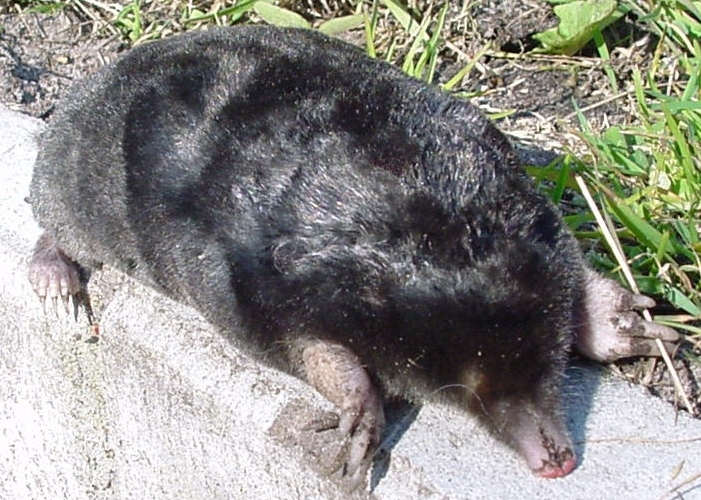
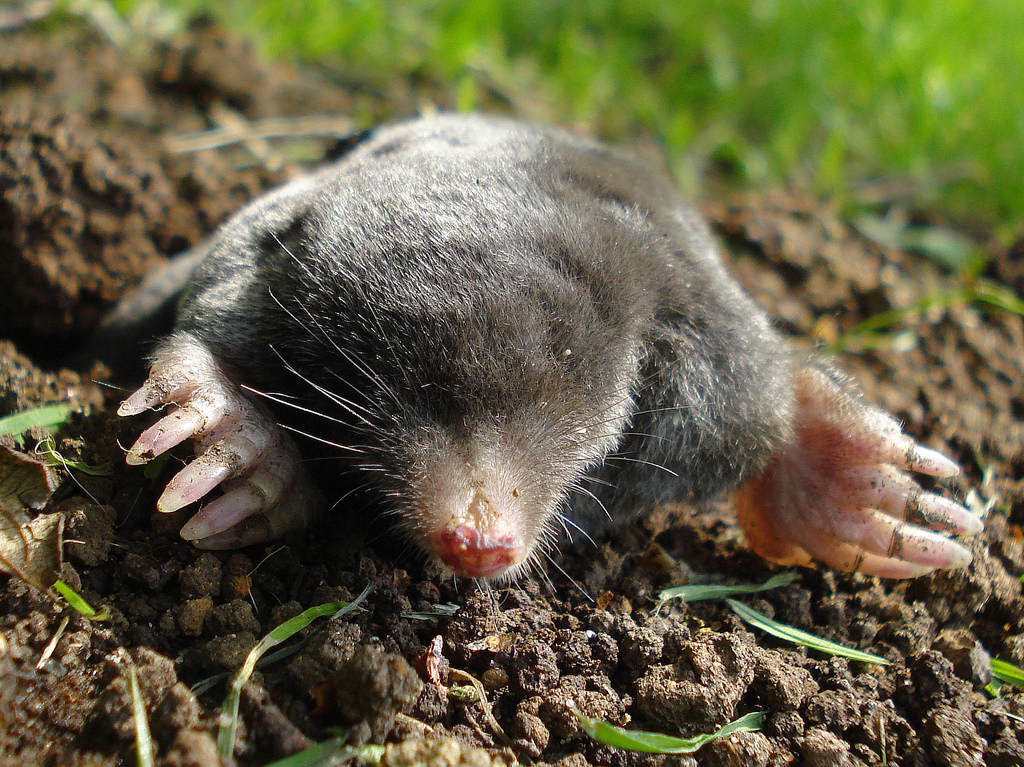

## Subespecies
Se reconocen tres subespecies:
- T. e. cinerea
- T. e. europaea
- T. e. velessiensis